# Hans Nunoo Sarpei
Hans Nunoo Sarpei (* 22. August 1998 in Accra) ist ein ghanaischer Fußballspieler. Der Mittelfeldspieler steht ab Juli 2025 bei der SG Barockstadt Fulda-Lehnerz unter Vertrag.

## Karriere
Sarpei spielte in der Jugend in Ghana für die Accra Great Olympics und die Liberty Professionals. Er absolvierte im März 2015 bei Hellas Verona ein Probetraining. In der ersten Jahreshälfte 2016 trainierte er bei der TSG 1899 Hoffenheim, durfte aber in Deutschland als Minderjähriger aus rechtlichen Gründen noch keinen Lizenzspielervertrag unterzeichnen. 
Im August 2016 stattete ihn der VfB Stuttgart mit einem Lizenzspielervertrag für die erste Mannschaft, der an seinem 18. Geburtstag in Kraft trat, aus. Am 25. Oktober 2016 gab Sarpei für den VfB im DFB-Pokal-Spiel gegen den Erstligisten Borussia Mönchengladbach sein Profidebüt, was aber zunächst sein einziger Einsatz blieb. Im Juli 2017 scheiterte eine anvisierte Leihe zum niederländischen Erstligisten VVV-Venlo, da Sarpei in den Niederlanden keine Arbeitserlaubnis bekam. Am 5. September 2017 wurde er bis zum Saisonende an den slowakischen Verein FK Senica verliehen und absolvierte 20 Spiele in der Fortuna liga. Nach seiner Rückkehr kam Sarpei schließlich am 6. Oktober 2018 für den VfB Stuttgart im Spiel gegen Hannover 96 erstmals in der Bundesliga zum Einsatz, als Cheftrainer Tayfun Korkut ihn in der 84. Spielminute für den Mannschaftskapitän Christian Gentner einwechselte. Drei Wochen später folgte ein weiterer Einsatz im Spiel gegen die TSG 1899 Hoffenheim. 
Ende Januar 2019 wechselte Sarpei zunächst auf Leihbasis zum Zweitligisten SpVgg Greuther Fürth, der sich eine Kaufoption nach dem Saisonende sicherte. Verletzungsbedingt kam er beim „Kleeblatt“ jedoch erst zum Ende der Saison 2018/19 auf zwei Ligaeinsätze. Im Sommer 2019 verpflichtete ihn der Verein anschließend fest und stattete ihn mit einem Dreijahresvertrag bis 2022 aus. Mit dem Verein gelang ihm im 2021 der Aufstieg in die Bundesliga. Nachdem er dort in der Hinrunde der folgenden Saison nur noch in acht Partien zum Einsatz gekommen war, wechselte Sarpei in der Winterpause Anfang 2022 zum Zweitligisten FC Ingolstadt 04. Nach sechs bestrittenen Zweitligaspielen mit seinem neuen Verein fiel er ab März 2022 für den Rest der Spielzeit verletzt aus. Am Saisonende stieg die Mannschaft in die 3. Liga ab. Dort bestritt Sarpei die folgende Saison 2022/23 als Stammspieler, ehe im Sommer 2023 sein Vertrag in Ingolstadt vorzeitig aufgelöst wurde.
Nach über einem halben Jahr ohne Verein ging Sarpei Anfang 2024 nach Finnland, wo ihn nach einem erfolgreichen Probetraining der amtierende Meister HJK Helsinki verpflichtete und mit einem Vertrag über zwei Jahre mit anschließender Verlängerungsoption ausstattete. In der Veikkausliiga-Spielzeit 2024 bestritt er insgesamt 14 Spiele, ehe sein Vertrag nach Saisonende im November 2024 vorzeitig wieder aufgelöst wurde. Im Sommer 2025 wechselt er zur SG Barockstadt Fulda-Lehnerz.

## Erfolge
- Aufstieg in die Bundesliga: 2021

## Sonstiges
Hans Nunoo Sarpei ist der Neffe des ehemaligen Fußballspielers Hans Sarpei. Ein weiterer Onkel von ihm ist Edward Sarpei. 